# Ali Messaoud
Ali Messaoud (Amsterdam, 13 april 1991) is een Nederlands-Marokkaans voormalig voetballer die als middenvelder of aanvaller speelde. In 2022 werd hij trainer.

## Clubcarrière

### AZ
Messaoud begon bij DWS en kwam in 2008 bij AZ terecht. Daar debuteerde hij op 22 september 2011 in het eerste elftal als invaller voor Brett Holman in de thuiswedstrijd om de KNVB beker tegen FC Groningen. Na zeven minuten viel hij geblesseerd uit met een kaakbreuk en werd vervangen door Kevin Luckassen. Op 20 oktober 2012 maakte hij zijn eredivisiedebuut tegen NEC Nijmegen, die met 0–2 verloren ging.

### Willem II
In 2013 transfereerde Messaoud naar Willem II. Bij de club werd hij meteen in zijn eerste jaar kampioen van de Nederlandse Eerste divisie en had met tien doelpunten en acht assists een aanzienlijk aandeel in het behalen van deze titel. Het seizoen 2014/15 eindigde Messaoud met Willem II op de negende plaats in de Eredivisie.

### FC Vaduz, N.E.C. en Excelsior
Messaoud tekende in juni 2015 een contract tot medio 2018 bij FC Vaduz, dat op dat moment net was gepromoveerd naar de Zwitserse Raiffeisen Super League. Op 2 januari 2017 werd hij voor een half jaar gehuurd door N.E.C..
Hij maakte op 22 januari 2017 zijn debuut tegen Roda JC (2-0 winst). Op 18 februari maakte hij in de met 3-1 verloren wedstrijd tegen PSV zijn eerste doelpunt voor N.E.C. In april 2017 overleed zijn vader. Op 28 mei 2017 degradeerde hij met N.E.C. naar de Eerste divisie. In juni van dat jaar werd zijn contract bij Vaduz ontbonden. Vervolgens ging Messaoud spelen voor Excelsior.

### Vendsyssel FF
Messaoud was na afloop van het seizoen 2018/2019 transfervrij. In juli 2019 werd bekend dat hij kiest voor een avontuur bij Vendsyssel FF, op het tweede niveau van Denemarken. Hij heeft daar een contract getekend tot medio 2021.

### Roda JC Kerkrade
Messaoud is na een contractontbinding in de winter van 2021 gecontracteerd door Roda JC. Medio 2021 liep zijn contract af. In juli 2022 sloot hij aan bij SteDoCo maar verliet de club binnen een maand om assistent-trainer te worden bij het Deense Vendsyssel FF.

## Clubstatistieken
| Seizoen         | Club            | Competitie      | Competitie | Competitie | Beker | Beker | Internationaal | Internationaal | Overig | Overig | Totaal | Totaal |
| Seizoen         | Club            | Competitie      | Wed.       | Dlp.       | Wed.  | Dlp.  | Wed.           | Dlp.           | Wed.   | Dlp.   | Wed.   | Dlp.   |
| --------------- | --------------- | --------------- | ---------- | ---------- | ----- | ----- | -------------- | -------------- | ------ | ------ | ------ | ------ |
| 2011/12         | AZ              | Eredivisie      | 0          | 0          | 1     | 0     | —              | —              | —      | —      | 1      | 0      |
| 2012/13         | AZ              | Eredivisie      | 1          | 0          | 0     | 0     | —              | —              | —      | —      | 1      | 0      |
| 2013/14         | Willem II       | Eerste divisie  | 36         | 10         | 1     | 0     | 0              | 0              | —      | —      | 37     | 10     |
| 2014/15         | Willem II       | Eredivisie      | 27         | 5          | 1     | 0     | 0              | 0              | —      | —      | 28     | 5      |
| 2015/16         | FC Vaduz        | Super League    | 22         | 1          | 3     | 1     | 3              | 0              | —      | —      | 28     | 2      |
| 2016/17         | FC Vaduz        | Super League    | 4          | 1          | 1     | 1     | 2              | 1              | —      | —      | 7      | 3      |
| 2016/17         | → N.E.C         | Eredivisie      | 13         | 1          | 0     | 0     | —              | —              | 4      | 0      | 17     | 1      |
| 2017/18         | Excelsior       | Eredivisie      | 31         | 4          | 1     | 0     | —              | —              | 0      | 0      | 32     | 1      |
| 2018/19         | Excelsior       | Eredivisie      | 30         | 7          | 1     | 0     | —              | —              | 0      | 0      | 31     | 7      |
| 2019/20         | Vendyssel FF    | Superligaen     | 26         | 7          | 3     | 1     | 0              | 0              | 0      | 0      | 30     | 8      |
| 2020/21         | Vendyssel FF    | Superligaen     | 15         | 2          | 2     | 1     | 0              | 0              | 0      | 0      | 17     | 3      |
| 2020/21         | Roda JC         | Eerste divisie  | 16         | 1          | 0     | 0     | 0              | 0              | 2      | 0      | 18     | 1      |
| Carrière totaal | Carrière totaal | Carrière totaal | 231        | 39         | 14    | 4     | 5              | 1              | 6      | 0      | 256    | 44     |

Bijgewerkt op 16 juli 2021.

## Interlandcarrière
Messaoud speelde voor verschillende Nederlandse jeugdselecties. In 2010 koos hij ervoor om in het Marokkaans voetbalelftal uit te komen en hij debuteerde op 17 november 2010 in het Marokkaans olympisch elftal. Dat elftal plaatste zich voor de Olympische Spelen 2012 in Londen maar Messaoud werd niet geselecteerd.

## Erelijst
AZ
- KNVB beker

2013
 Willem II
- Kampioen Eerste divisie

2013/14